# Gaja Bahu II
Gaja Bahu II fou rei de Polonnaruwa, fill i successor de Vikramabahu I.
Al pujar al tron els seus oncles Kirti Sirimegha i Siri Vallabha van decidir fer un nou intent de conquerir Pihiti Rata (Rajarata) considerada la part principal i més rica de l'illa. Van subornar a una part de l'exèrcit de Gaja Bahu (la formada pels mercenaris velakkares) que es van revoltar; però Gaja Bahu va poder derrotar els exèrcits dels seus oncles que havien envaït el seu territori per dos llocs; Siri Vallabha fou derrotat pel mateix rei després d'una batalla que va durar tot un dia mentre que Kirti Sirimegha fou derrotat pel general Gokanna.
Quan Parakramabahu va arribar a l'edat suficient va abandonar la cort del seu oncle Siri Vallabha i es va reunir amb l'altre oncle Kirti Sirimegha al lloc on havia nascut. Kirti li va donar la benvinguda i després d'un temps com que no tenia fills propis va decidir adoptar a Parakramabahu al que va proporcionar una educació acurada. També el va associar en l'administració del país, fins que finalment fou investit. Poc després va morir Siri Vallabha i el va succeir el seu fill Manabharana com a rei de Ruhunu. Parakramabahu va anar a la cort del nou rei on va estar tres anys després dels quals va tornar a Maya Rata i va decidir viatjar secretament a Pihiti Rata per informar-se de les condicions prevalents en aquest territori.
Pel camí es va aturar a Badalatthali, un poble fronterer de Maya Rata, on estava estacionat el general Sangha Senadhipati amb una força que vigilava la frontera, el qual el va detenir al sospitar que feia el viatge sense coneixement del rei Kirti Sirimegha; sentint-se insultat, Parakrama va matar el general i es va apoderar dels seus tresors i dels seus soldats i va marxar a Pithi Rata derrotant per quatre vegades a un exèrcit enviat per Kirti Sirimegha (a Bucldhagama, Saraggama, Khiravapi i Navagiri). Quan Gaja Bahu va saber que Parakramabahu era a Janapada, ja al seu territori, va decidir convidar-lo i rebre'l amistosament. Quan el príncep va arribar prop de Polonnaruwa es va trobar rodejat per l'exèrcit de Gaja Bahu i aquest el va convidar al seu propi elefant. Parakramabahu li va oferir al rei a la seva germana en matrimoni i en endavant es va poder moure lliurement.
Durant mesos va poder connectar amb notables als que de mica en mica va anar acostant a la seva causa. En les seves relacions amb els caçadors va obtenir rutes d'accés a la ciutat o els llocs millors en cas de setge o de fugida i fins i tot el lloc per on podien accedir o sortir els seus espies; va fingir caçar durant setmanes per aprendre's cada detall de la jungla.
Gaja Bahu es va començar a preocupar de la gran popularitat de Parakramabahu entre el poble. Aquest darrer preparava la presa del poder i va instruir als seus seguidors i als seus soldats que eren a Janapada i una nit va abandonar Polonnaruwa i es va reunir amb les seves forces. Allí va passar uns dies caçant i llavors va rebre un missatge de Kirti Sirimegha per anar a la cort a confortar-lo en els seus darrers anys. Parakrama va marxar cap allí i en el camí va trobar a la seva mare Ratanavali, a Kuthara i als caps de diversos districtes i al general Deva que estava estacionat a Badalatthali (a la frontera) i acompanyat de tots ells va arribar a Punkhagama, on fou cordialment rebut per Kirti Sirimegha, que li va confiar l'administració total de Maya Rata i el va nomenar el seu successor; el vell rei va poder viure en pau fins a la seva mort que es va produir no gaire temps després. Parakramabahu va informar a Gaja Bahu de Pihiti Rata i a Manabharana de Ruhunu de la mort del rei i de la seva pròpia pujada al tron; des de aquell moment estava clar que pretenia unificar l'illa.
Va obtenir el suport d'alguns oficials elevats pels seus mèrits, als que va donar poder i riquesses; va posar soldats a les fronteres i va ordenar aprofitar al màxim l'aigua dels rius per estendre les collites d'arròs (a més de l'aigua de pluja i dels tancs); va explotar les mines d'or i pedres precioses i va ampliar els terreny destinats a l'arròs que necessitava per una campanya militar. Va prendre diverses mesures que tenien un fons militar (vegeu la biografia de Parakramabahu I)
Més tard Parakrambahu va començar preparacions directes per la guerra: va cridar a tots els caps de Maya Rata i els va encarregar tenir llestes les forces per la guerra; ell mateix va formar un regiment amb milers d'homes de gran estatura i força; també va reclutar a estrangers (de Kerala i altres regnes indis) formant un regiment de soldats ben entrenats. Va formar un regiment d'arquers preparats per lluitar de nit i va entrenar a milers de caçadors (generalment veddehs) i els va donar armes i vestits. També va reunir un miler d'artesans que podien fabricar espases, llances, fletxes i altres armes i fins i tot vaixells. Al joves nobles els va preparar per ser administradors dels districtes que fossin conquerits. L'exèrcit fou dividit en dos departaments i les taxes es van repartir en les terres de la costa, el país de les gemmes (Ratnapura) i Malaya Rata, i totes les terres que no eren valuoses per taxes eren posades a càrrec d'un oficial anomenat l' Antarangadhura (Ministre del Interior). Va exportar les gemes en gran nombre i amb això i altres mitjans va aconseguir suficients recursos per una campanya.
En aquest temps van arribar a la cort de Gaja Bahu (que no tenia fills) diversos prínceps estrangers, alguns dels quals no eren budistes. Parakramabahu va dir que temia que el rei en pogués adoptar algun com a successor i que l'elegit no fos budista, excusa que li servia per declarar la guerra.
Les forces de Parakramabahu van començar l'atac amb gran força per terra i mar. El comandant de Malaya Rata va atacar per mr i després d'una gran batalla naval amb Dandanatha, comandant naval de Gaja Bahu. Després va desembarcar a Pihiti Rata i va enfrontar un exèrcit enemic mentre altres forces amb Lankanatha com a comandant en cap, avançaven en totes direccions cap a Polonnaruwa sotmetent el país de Talathala. Les forces de Gaja Bahu va ser derrotades en diversos llocs i el rei va decidir subornar a l'enemic i va intentar comprar a Lankanatha però aquest no es va deixar comprar, va desfigurar als missatgers i els va enviar al seu rei. Les forces de Gaja Bahu van seguir lluitant amb Sika com a comandant en cap. Finalment les forces de Parakramabahu van assaltar Polonnaruwa que fou saquejada i van fer presoner a Gaja Bahu;.
Els caps locals que afavorien a Parakrama es van disgustar pels excessos en el saqueig i van decidir cridar en ajut a Manabharana de Ruhunu. Aquest va arribar amb un exèrcit i va derrotar les forces de Parakramabahu a Polonnaruwa que havien perdut la disciplina i s'havien dedicat a la mala vida des que havien conquerit la ciutat, fins al punt que eren inútils per a la guerra.
Manabharana es va establir a Polonnaruwa i va decidir no alliberar a Gaja Bahu sinó al contrari eliminar-lo; com que no el podia executar públicament o en secret perquè hauria estat molt impopular li va aplicar tortures que li causessin la mort finalment. Gaja Bahu va aconseguir fer arribar una crida a Parakramabahu per tal que el deslliure's del procés de tortura a que estava sotmès. I Parakramabahu va avançar amb un exèrcit dirigit per Kesadatu-Nayaka i altres i va poder derrotat a Kanta Disanayaka (un general de Manabharana) i va reconquerir Polonnaruwa. Gaja Bahu fou alliberat mentre Manabharana va fugir a Ruhunu amb la relíquia de la Dent de Buda i el bol d'almoines de Buda.
Però Gaja Bahu no va agrair el servei que li havia fet i va reclamar el seu dret sobre Pihiti Rata per la força. No obstant fou derrotat en diverses batalles i va estar a punt de ser capturat altre cop i finalment va enviar als monjos de Polonnaruwa a intercedir en nom seu. Parakramabahu li va concedir el dret a regnat sobre Pihiti Rata i es va retirar amb les seves forces a Maya Rata. Gaja Bahu aquesta vegada va reaccionar i es diu que va cedir Pihiti Rata a Parakramabahu i així ho va fer constar en una inscripció.
Gaja Bahu va morir pocs anys després i Parakramabahu i Manabharana es van disputar la regió amb un mínim de 58 batalles. L'exèrcit de Ruhunu, format només per soldats d'aquest regió era superior a l'exèrcit de Parakramabahu que estava en part format per estrangers. Però la implicació personal de Parakramabahu va imposar la seva victòria. En la batalla final a la capital, que va durar set dies, Manabharana al final va aprofitar la nit per escapar sent perseguit fins a Mahaweliganga on fou atrapat; allí ell mateix, el seu fill Siri Vallabha i diversos alts oficials foren capturats vius amb els seus tresors, elefants, cavalls i armament, i foren portats a Pulatthi (Polonnaruwa). Uns dies després Manabharana va morir d'un atac de cor, i abans de morir havia recomanat al seu fill Kirti Sirimegha i a altres oficials no presoners, de jurar fidelitat a Parakramabahu. Kirti Sirimegha va anar a Polonnaruwa on va assistir a la coronació de Parakramabahu I.